# کانتو پاوزه
کانتو پاوزه (به ایتالیایی: Canneto Pavese) یک کومونه در ایتالیا است که در استان پاویا واقع شده‌است.

## خصوصیات
کانتو پاوزه ۵٫۸ کیلومترمربع مساحت و ۱٬۴۲۸ نفر جمعیت دارد.